# Esoscheletro (zoologia)
Un esoscheletro, in zoologia, è una struttura esterna, più o meno rigida, che fa da protezione al corpo dell'animale ed eventualmente da sostegno agli organi. Si tratta di un termine usato in contrapposizione a quello di endoscheletro, che si riferisce allo scheletro interno di cui sono dotati, ad esempio, gli esseri umani.
È spesso indicato anche con altre denominazioni, ossia corazza, carapace o altro.
Esempi di animali dotati di esoscheletro sono insetti come i celiferi (cavallette o locuste) e i blattoidei (blatte o scarafaggi) e crostacei come granchi e Nephropidae (astice, canocchia, scampo, granchio). Anche i cosiddetti gusci di vari molluschi come chiocciole, vongole, scafopodi, chitoni e nautilus sono esoscheletri. Alcuni animali, come le testudinidi, hanno sia endoscheletro che esoscheletro.
Gli esoscheletri contengono componenti rigidi e resistenti che soddisfano una serie di ruoli funzionali, tra cui la protezione, l'escrezione, il supporto ed agiscono come una barriera contro l'essiccazione. Gli esoscheletri hanno un ruolo anche nella difesa da parassiti o predatori, nel sostegno e nel fornire un quadro d'attacco per la muscolatura. In quest'ultimo caso, gli elementi importanti per la connessione ai muscoli, sono gli apodemi, strutture circa sei volte più forti e rigidi dei tendini dei vertebrati.
Gli esoscheletri contengono chitina e l'aggiunta di carbonato di calcio li rende ulteriormente forti e duri.
La crescita dell'esoscheletro è spiegata dal fenomeno della muta.
Gli esoscheletri, grazie alla loro straordinaria conservazione, hanno un ruolo chiave nella paleontologia.

## Galleria d'immagini

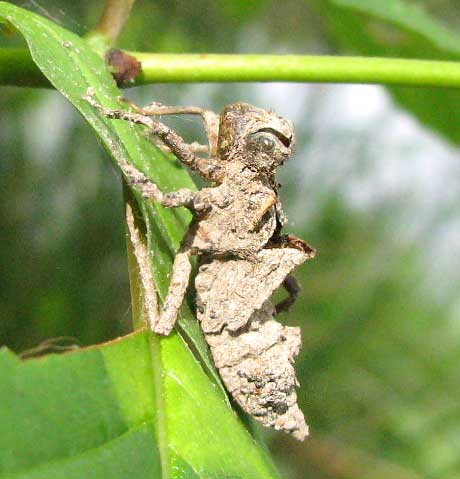
L'esoscheletro scartato (exuviae) della ninfa libellula
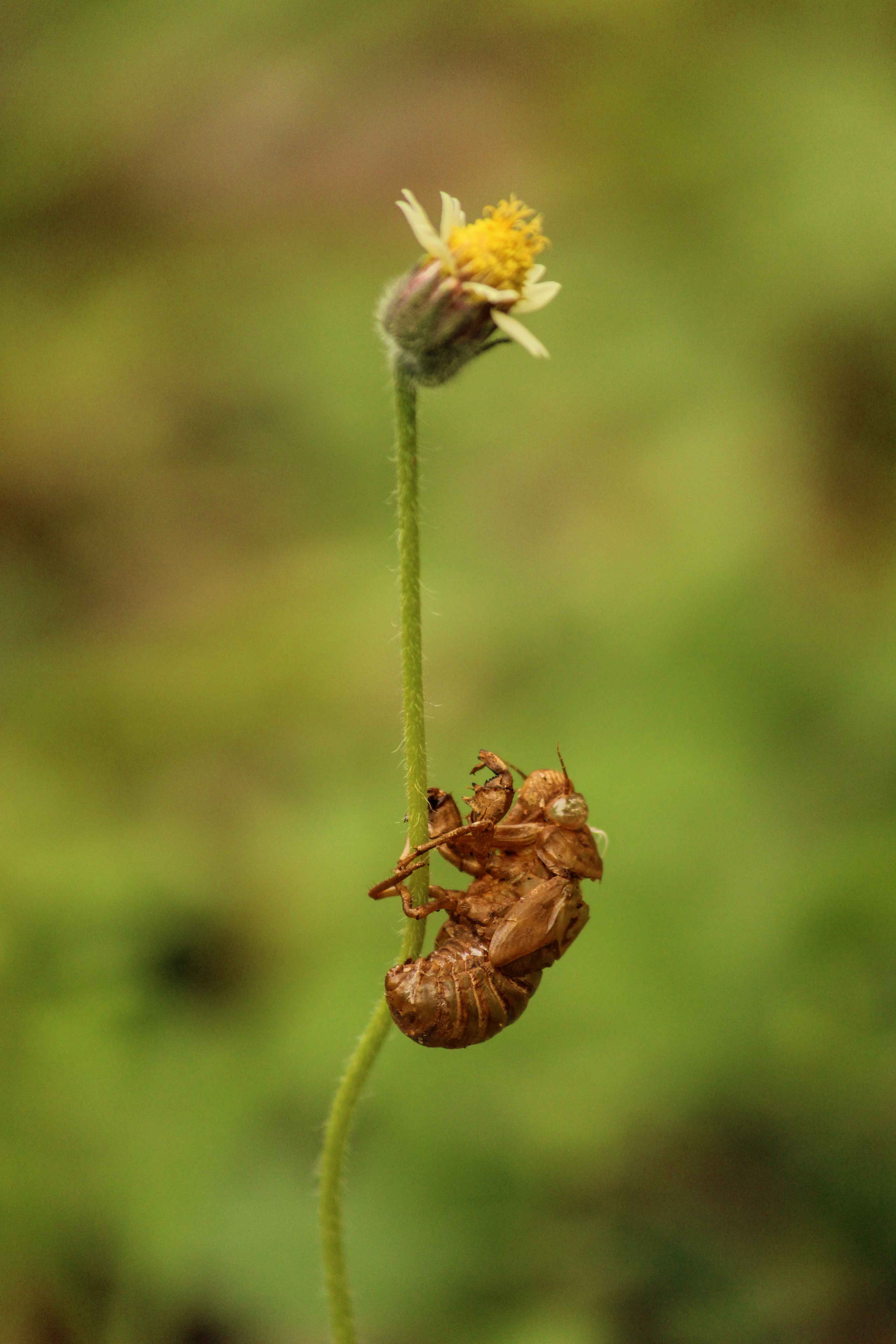
Esoscheletro di cicala attaccato a un Tridax procumbens
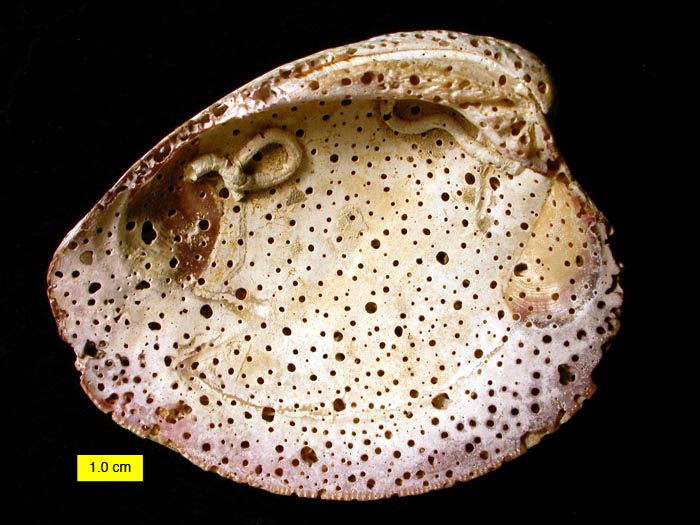
I fori negli esoscheletri possono fornire prove del comportamento animale. In questo caso, alcune spugne hanno attaccato questo duro guscio di vongola dopo la morte di essa, producendo la traccia fossile di Entobia.
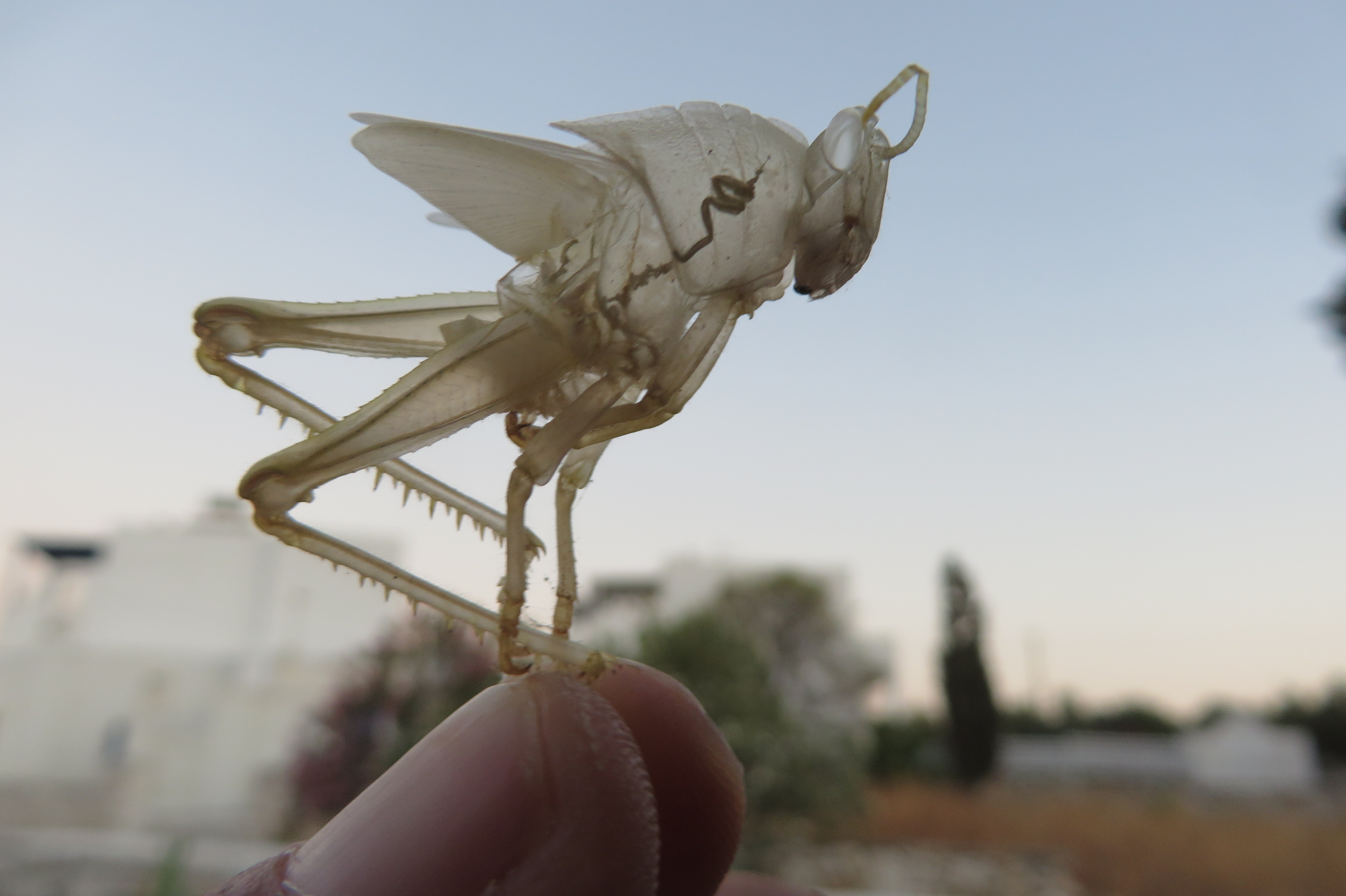
Esoscheletro di locusta